# Rietburgbahn
Die Rietburgbahn ist ein Sessellift, der im Landkreis Südliche Weinstraße (Rheinland-Pfalz) oberhalb der pfälzischen Ortsgemeinde Rhodt zur Ruine der aus dem Mittelalter stammenden und als Denkmalzone eingestuften Rietburg hinaufführt.

## Geographie
Die gesamte Anlage der Rietburgbahn gehört zur Gemarkung von Rhodt. Die Talstation liegt etwa 100 m nordwestlich von Schloss Villa Ludwigshöhe auf einer Höhe von 309 m ü. NHN. Sie ist zu Fuß oder mit dem Kraftfahrzeug erreichbar. Die großräumige Wegweisung (Autobahn 65, Bundesstraße 38) führt über die nahegelegene Stadt Edenkoben. Der Parkplatz zwischen Schloss und Talstation wird von den Besuchern beider Anlagen genutzt.
Die Bergstation auf 526 m Höhe befindet sich wenige Meter nördlich der Rietburg. Diese steht in einer Höhe von 530,8 m an der Nordostflanke des 618 m hohen Blättersbergs, der zur Haardt gehört, dem östlichen Randgebirge des Pfälzerwalds. In die Burgruine hineingebaut ist ein Ausflugslokal, die Höhengaststätte Rietburg. 100 m von der Bergstation aufwärts beginnt ein Wildgehege, in dem als größte Tiere Damhirsche gehalten werden.

## Verlauf
Der Sessellift ist eine Umlaufseilbahn mit zweisitzigen Gehängen und hat elf Stützen. Die ungefähr 500 m lange Trasse führt von Ost nach West durch den Wald, in dem Buchen und Edelkastanien dominieren. Die markante, auch aus größerer Entfernung sichtbare Schneise ist zur Rheinebene hin offen. Die Trasse wird begleitet, teilweise auch gekreuzt von einem Wanderpfad. Er ist mit einem roten Punkt markiert, verläuft in Serpentinen und ermöglicht einen Aufstieg zur Burg in etwa 45 Minuten.
In beiden Richtungen überwindet die Rietburgbahn innerhalb von etwa acht Minuten einen Höhenunterschied von 220 m, dabei beträgt die mittlere Höhe der Sessel über Grund drei bis vier Meter. An manchen Stellen, besonders wenn Sandsteinfelsen aus dem Hang emporragen, wird dieser Abstand auch unterschritten. Bei der Bergfahrt blicken die Fahrgäste hinunter in den Wald und hinauf in Richtung der Burg, während der Talfahrt bietet sich die weite Aussicht über die mehrere hundert Meter tiefer gelegene Rheinebene.
Zum Burgfest im Juli/August werden auch nächtliche Lampionfahrten angeboten.

## Geschichte
Nach dem Zweiten Weltkrieg wurde die Idee der Belebung des Fremdenverkehrs durch den Bau einer Seilbahn aufgeworfen. Hauptideengeber und Organisator war der damalige zweite Vorsitzende des Edenkobener Verkehrsvereins Ludwig Urschbach (1916–2003). Mit Hermann Alles wurde im Jahr 1953 eine Interessensgemeinschaft zum Bau einer Sesselbahn gegründet, die später als 1. Pfälzische Sesselbahngesellschaft mbH ins Handelsregister eingetragen wurde. 1954 erfolgte der Bau der Rietburgbahn in nur vier Monaten durch die Firma Julius Pohlig aus Köln. Der Bau wurde damals durch menschliche Arbeit mit Hilfe von Pferdefuhrwerken, 3-achsigen Geländewagen, Geländeschlitten und Kettenrädern mühsam realisiert. Nach der Genehmigung für die Inbetriebnahme am 31. Juli 1954 startete der Betrieb am gleichen Tag. Die offizielle Eröffnungsfeier fand am 11. August 1954 statt. Die Sesselbahn war die erste derartige Anlage in Rheinland-Pfalz. In der Folge entwickelte sich die Rietburgbahn als erfolgreiche Touristenattraktion. Zwischen 2019 und 2022 fanden umfangreiche technische Modernisierungsmaßnahmen statt. Die Doppelsessel der Bahn stammen heute immer noch original aus dem Jahr 1954.